# لويس أندرسون
لويس أندرسون (بالإنجليزية: Lewis Anderson)‏ هو عداء المسافات المتوسطة أمريكي، ولد في 7 مايو 1890، وتوفي في 4 مايو 1958.

## وصلات خارجية
- لويس أندرسون على موقع أوليمبيديا (الإنجليزية)